# Kudan (Nigeria)
Kudan è una delle ventitré aree a governo locale (local government areas) in cui è suddiviso lo stato di Kaduna, in Nigeria. Estesa su una superficie di 400 chilometri quadrati, conta una popolazione di 138.992 abitanti.